# Hoàng Đế nội kinh
Hoàng Đế nội kinh (giản thể: 黄帝内经, phồn thể: 黃帝內經, bính âm: Huángdì Nèijīng) là một tài liệu y học cổ của Trung Quốc, được coi là nguồn gốc giáo lý cơ bản của nền y học cổ truyền Trung Quốc trong hơn hai thiên niên kỷ. Tác phẩm bao gồm hai phần, mỗi phần bao gồm 81 chương hoặc chuyên luận theo dạng hỏi và đáp giữa Hoàng Đế và các vị đại thần của ông như Kỳ Bá, Lôi Công, Bá Cao, Du Phụ, Thiếu Sư, Quỷ Du Khu, Thiếu Du.
Phần đầu tiên, Tố vấn (素問), nghĩa là những câu hỏi cơ bản, bao gồm nền tảng lý thuyết của y học Trung Quốc và các phương pháp chẩn đoán. Phần thứ hai ít được nhắc đến hơn, Linh khu (靈樞) thảo luận chi tiết về liệu pháp châm cứu. Hai tài liệu này được gọi chung là Nội kinh hoặc Hoàng Đế nội kinh, nhưng trong thực tế, tên gọi này thường chỉ được dùng để đề cập tới Tố vấn.

Hai tài liệu khác cũng mang tiền tố Hoàng Đế nội kinh trong tiêu đề của mình là: Minh Đường (明堂) và Thái tố (太素); cả hai tài liệu này đều chỉ còn lại một bộ phận.

## Tổng quan
Hoàng Đế nội kinh được nhắc đến đầu tiên trong Hán thư (được hoàn thành vào năm 111), bên cạnh Hoàng Đế ngoại kinh hiện đã không còn tồn tại. Học giả, y sĩ Hoàng Phủ Mật là người đầu tiên tuyên bố rằng Hoàng Đế nội kinh được nhắc đến trong Hán thư tương ứng với hai bộ sách khác nhau lưu hành trong thời đại của ông, là: Tố vấn và Châm kinh (鍼經), mỗi bộ bao gồm 9 quyển. Các học giả tin rằng Châm kinh là tiền thân của Linh khu, nên họ đồng ý rằng vào triều đại nhà Hán, Hoàng đế nội kinh được tạo thành từ hai bộ sách khác nhau có nội dung gần với các tác phẩm mà chúng ta biết ngày nay là Tố vấn và Linh khu.
Hoàng Đế nội kinh là tài liệu cổ quan trọng nhất của nền y học cổ truyền Trung Quốc, cũng là một cuốn sách chính về triết lý và lối sống của đạo sĩ.
Nội kinh rời khỏi niềm tin cũ của các pháp sư rằng bệnh tật là do ảnh hưởng của ma quỷ. Thay vào đó, những tác động tự nhiên của chế độ ăn uống, lối sống, cảm xúc, môi trường và tuổi tác là các nguyên nhân khiến bệnh tật phát triển. Theo Nội kinh, vũ trụ bao gồm nhiều lực lượng và nguyên tắc khác nhau, chẳng hạn như âm dương, khí và ngũ hành. Những lực lượng này có thể được lý giải thông qua các phương tiện hợp lý và con người có thể giữ cân bằng hoặc trở lại cân bằng bằng cách hiểu biết quy luật của các lực lượng tự nhiên này. Con người là một vũ trụ thu nhỏ phản chiếu vũ trụ lớn hơn. Các nguyên tắc âm dương, ngũ hành, các yếu tố môi trường như gió, ẩm ướt, nóng, lạnh là một phần của vũ trụ lớn cũng có thể được áp dụng cho vũ trụ nhỏ của con người.

## Thời gian sáng tác
Tác phẩm nói chung được các học giả đề cập đến từ cuối thời Chiến Quốc (475 TCN - 221 TCN) và triều đại nhà Hán (206 TCN - 220 CN).
Cuốn Celestial Lancets (1980, bởi Joseph Needham và Lu Gwei-Djen) nói rằng có sự đồng thuận học thuật rằng Tố vấn được sáng tác vào thế kỷ 2 TCN, và trích dẫn bằng chứng rằng Tố vấn được sáng tác sớm hơn cuốn sách cổ đầu tiên về dược phẩm là Thần Nông bản thảo kinh (神農本草經). Những tương đồng với văn phong của thế kỷ 3 TCN và thế kỷ 4 TCN gợi ý rằng một phần của Tố vấn có thể đã được viết trong khoảng thời gian này. Vai trò chủ đạo của học thuyết âm dương, ngũ hành trong sinh lý học và bệnh lý cho thấy rằng các lý thuyết y học này xuất hiện không sớm hơn những năm 320 TCN.
Nhà lịch sử khoa học Nathan Sivin (Đại học Pennsylvania) có ý kiến (1998) rằng, Tố vấn và Linh khu có lẽ có niên đại vào thế kỷ thứ nhất trước công nguyên. Ông cũng nêu ý kiến rằng "không có bản dịch sẵn nào đáng tin cậy".
Học giả người Đức Paul U. Unschuld nói một số học giả thế kỷ 20 đưa ra giả thuyết rằng ngôn ngữ và ý tưởng của Hoàng Đế nội kinh được sáng tác vào khoảng thời gian 400 TCN - 260 CN, và cung cấp bằng chứng rằng có một phần nhỏ tài liệu mang các khái niệm xuất hiện trước thế kỷ thứ 2 TCN. Tác phẩm sau đó đã có những biên tập lớn.
Lữ Phục, một nhà phê bình văn học thế kỷ 14, đã cho rằng Tố vấn được một số tác giả biên soạn trong một khoảng thời gian dài. Nội dung của nó sau đó được tập hợp lại bởi các học giả Nho giáo trong triều đại nhà Hán.
Các học giả nghiên cứu tài liệu y học được khai quật Donald Harper, Vivienne Lo và Li Jianmin đồng ý rằng lý thuyết y học có hệ thống trong Nội kinh cho thấy sự khác biệt đáng kể so với Mã vương đôi bạch thư (馬王堆帛書) được niêm phong vào năm 186 TCN. Bởi vậy, họ coi Nội kinh được biên soạn sau các tài liệu Mã vương đôi.